# Petr Ševčík
Petr Ševčík (Jeseník, 2 de mayo de 1994) es un futbolista checo que juega de centrocampista en el F. K. Jablonec de la Liga de Fútbol de la República Checa.

## Trayectoria
Ševčík comenzó su carrera deportiva en el Sigma Olomouc en 2014, aunque durante la temporada 2014-15 estuvo cedido en el SFC Opava.
En 2016 se marchó al Slovan Liberec, mientras que en enero de 2019 hizo lo propio rumbo al Slavia Praga, equipo con el que jugó la fase final de la Liga Europa de la UEFA 2018-19, donde logró un doblete en cuartos de final en Stamford Bridge frente al Chelsea F. C., en la derrota de su equipo por 4-3.

## Selección nacional
Fue internacional sub-16, sub-17, sub-18, sub-19, sub-20 y sub-21 con la selección de fútbol de la República Checa, antes de convertirse en internacional absoluto el 14 de noviembre de 2019, en un partido de clasificación para la Eurocopa 2020 frente a la selección de fútbol de Kosovo.

### Participaciones en Eurocopas
| Copa          | Sede     | Resultado        | Partidos | Goles |
| ------------- | -------- | ---------------- | -------- | ----- |
| Eurocopa 2020 | Europa   | Cuartos de final | 5        | 0     |
| Eurocopa 2024 | Alemania | Primera fase     | 2        | 0     |

## Clubes
| Club                    | País            | Año       |
| ----------------------- | --------------- | --------- |
| Sigma Olomouc           | República Checa | 2014-2016 |
| SFC Opava (cedido)      | República Checa | 2014-2015 |
| Slovan Liberec          | República Checa | 2016-2019 |
| Slavia Praga            | República Checa | 2019-act. |
| F. K. Jablonec (cedido) | República Checa | 2025-act. |

## Palmarés

### Títulos nacionales
| Título                     | Club         | País            | Año  |
| -------------------------- | ------------ | --------------- | ---- |
| Liga de la República Checa | Slavia Praga | República Checa | 2019 |
| Copa de la República Checa | Slavia Praga | República Checa | 2019 |
| Liga de la República Checa | Slavia Praga | República Checa | 2020 |
| Liga de la República Checa | Slavia Praga | República Checa | 2021 |
| Copa de la República Checa | Slavia Praga | República Checa | 2021 |
| Copa de la República Checa | Slavia Praga | República Checa | 2023 |